# Rückersdorf (Mittelfranken)
Rückersdorf ist eine Gemeinde im mittelfränkischen Landkreis Nürnberger Land.

## Geographie

### Geographische Lage
Die Gemeinde liegt zwischen Nürnberg und Lauf an der B 14 rechts der Pegnitz. Im Spätmittelalter führte die Goldene Straße, die Handelsstraße von Nürnberg nach Prag, durch Rückersdorf. Flächenmäßig ist Rückersdorf die kleinste Gemeinde des Landkreises.

### Gemeindegliederung
Die Gemeinde hat 3 Gemeindeteile (in Klammern ist der Siedlungstyp angegeben):
- Rückersdorf  (Pfarrdorf)
- Ludwigshöhe (Weiler)
- Strengenberg (Dorf)

Es gibt auf dem Gemeindegebiet die Gemarkungen Rückersdorf und Rückersdorfer Forst (Gemarkungsteil 0). Die Grmarkung Rückersdorf hat eine Fläche von 3,520 km² und ist in 3071 Flurstücke aufgeteilt, die eine durchschnittliche Flurstücksfläche von 1146,27 m² haben. In ihr liegen neben dem namensgebenden Ort die Gemeindeteile Ludwigshöhe und Strengenberg.

### Nachbargemeinden
Nachbargemeinden oder angrenzende gemeindefreie Gebiete sind (im Norden beginnend im Uhrzeigersinn) Rückersdorfer Forst, Lauf an der Pegnitz, Röthenbach an der Pegnitz, Schwaig bei Nürnberg und der Behringersdorfer Forst.

## Politik

### Gemeinderat
Der Gemeinderat setzt sich aus 16 Gemeinderäten und dem Ersten Bürgermeister zusammen.
| Gemeinderatswahl                 |  | 2002 | 2008 | 2014 | 2020 |  |  |
| CSU                              |  | 8    | 8    | 6    | 7    |  |  |
| SPD                              |  | 5    | 4    | 4    | 2    |  |  |
| Die Grünen                       |  |      |      | 2    | 4    |  |  |
| Rückersdorfer Unabhängige Wähler |  | 3    | 4    | 4    | 2    |  |  |
| Bürgerinitiative Rückersdorf     |  |      |      |      | 1    |  |  |
| gesamt                           |  | 16   | 16   | 16   | 16   |  |  |

(Stand: Gemeinderatswahl am 15. März 2020)

### Bürgermeister
Erster Bürgermeister ist seit dem 1. Mai 2020 Johannes Ballas (CSU).

### Wappen
Blasonierung: „Geteilt von Schwarz und Silber, darin ein linksgewendeter aufspringender Windhund in verwechselten Farben mit goldenem Halsband; unten links ein rotes Schildchen mit silbernem Schrägbalken.“
Das Grundelement des Wappens – Schwarz-Silber mit aufspringendem Windhund – ist das Familienwappen des Stifters der Rückersdorfer Kirche, Eberhard Peringerstorfer († 1447). Sein Grabstein befindet sich in der Evangelischen Kirche St. Georg in Rückersdorf. Der kleine rote Schild mit dem silbernen Schrägbalken ist das Siegel eines „Albertus de Rukerstorf“. Dieser stammt aus einem Reichsministerialiengeschlecht des 13. Jahrhunderts, welches sich nach seinem Sitz – Rückersdorf – benannte. Die Reichsfarben Rot und Silber verweisen auf die ehemalige Reichsfreiheit des Ortes.

## Kultur und Sehenswürdigkeiten

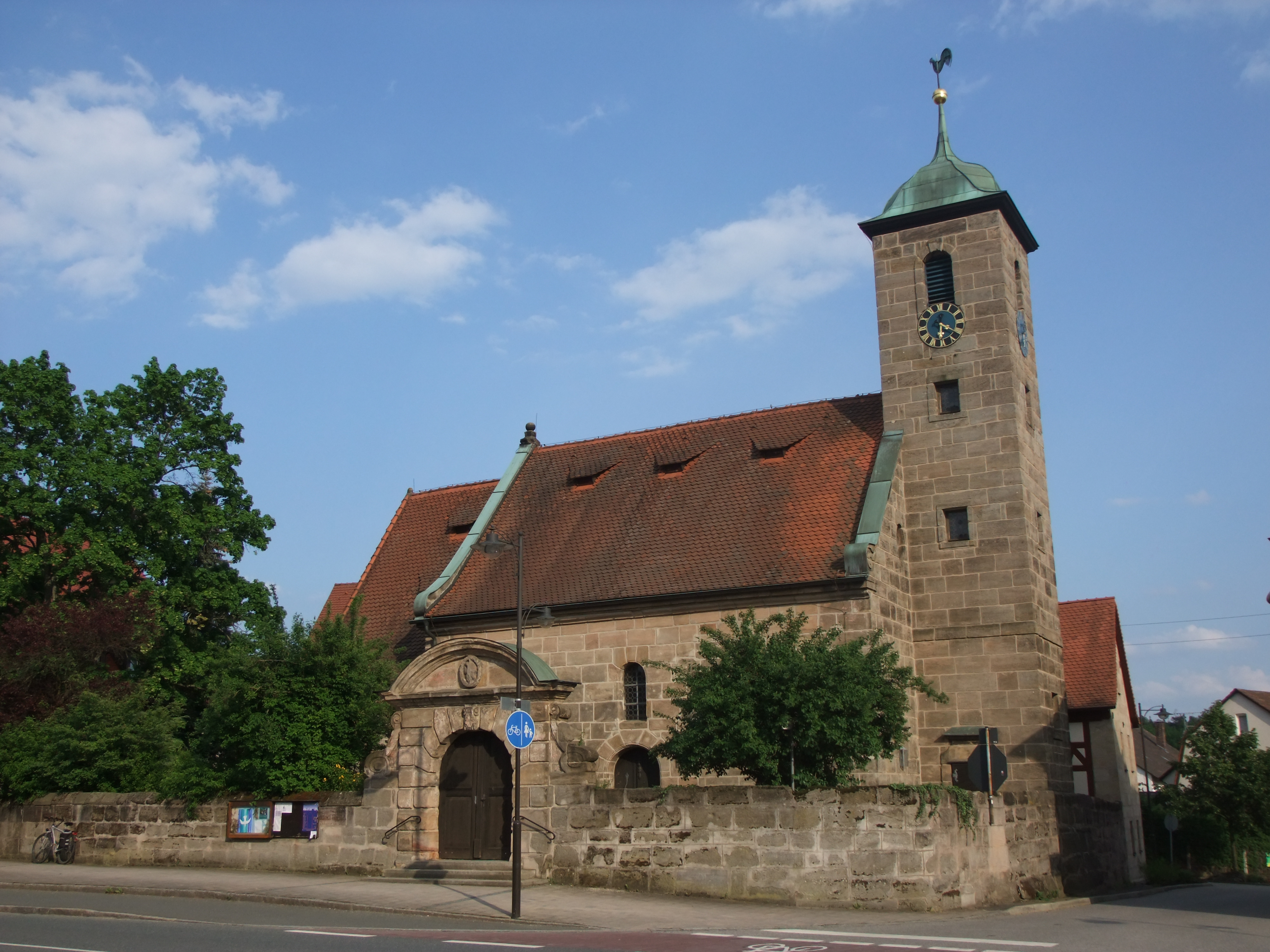
Ev. Kirche St. Georg

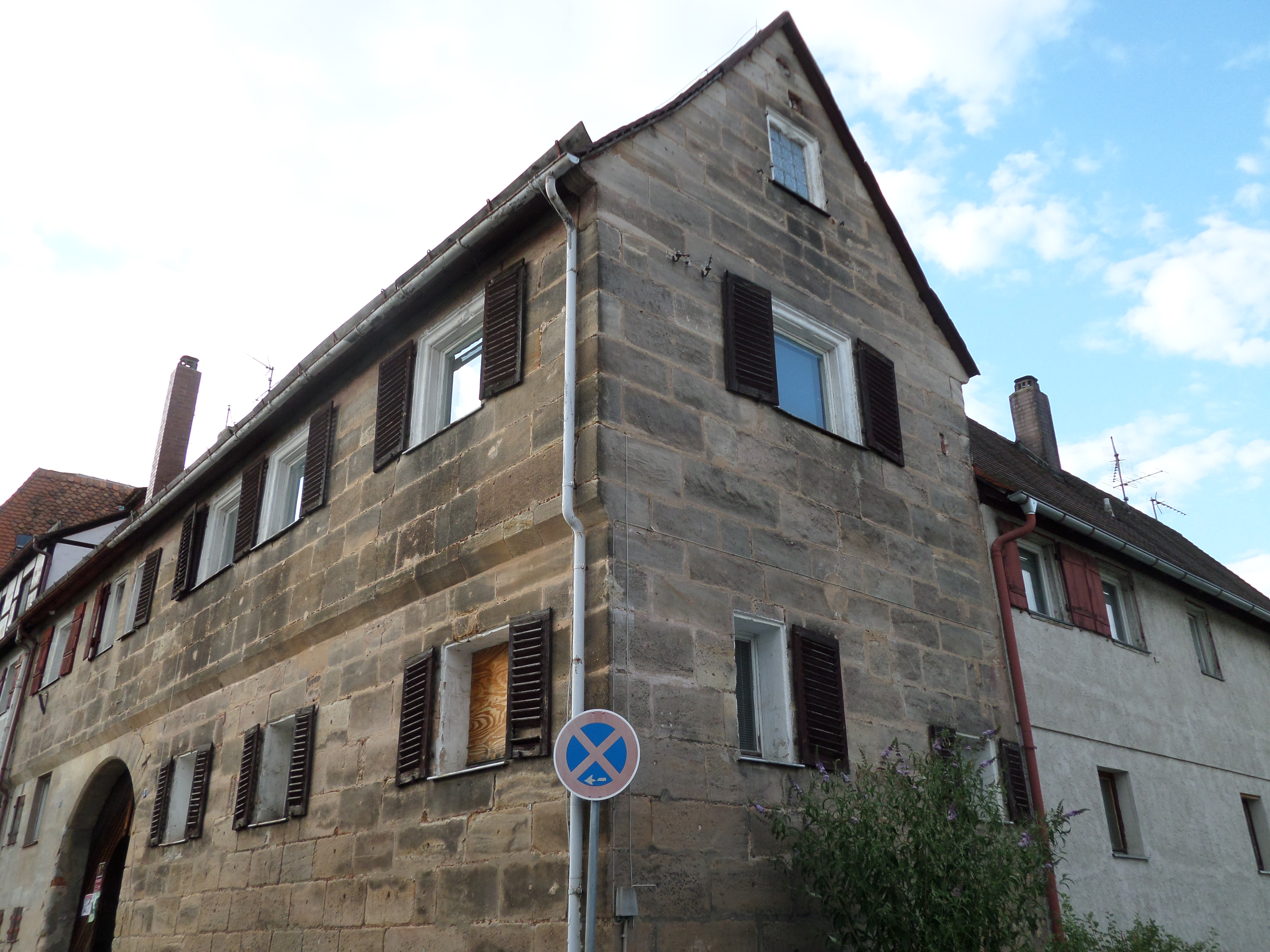
Ehemaliger Herrenhof

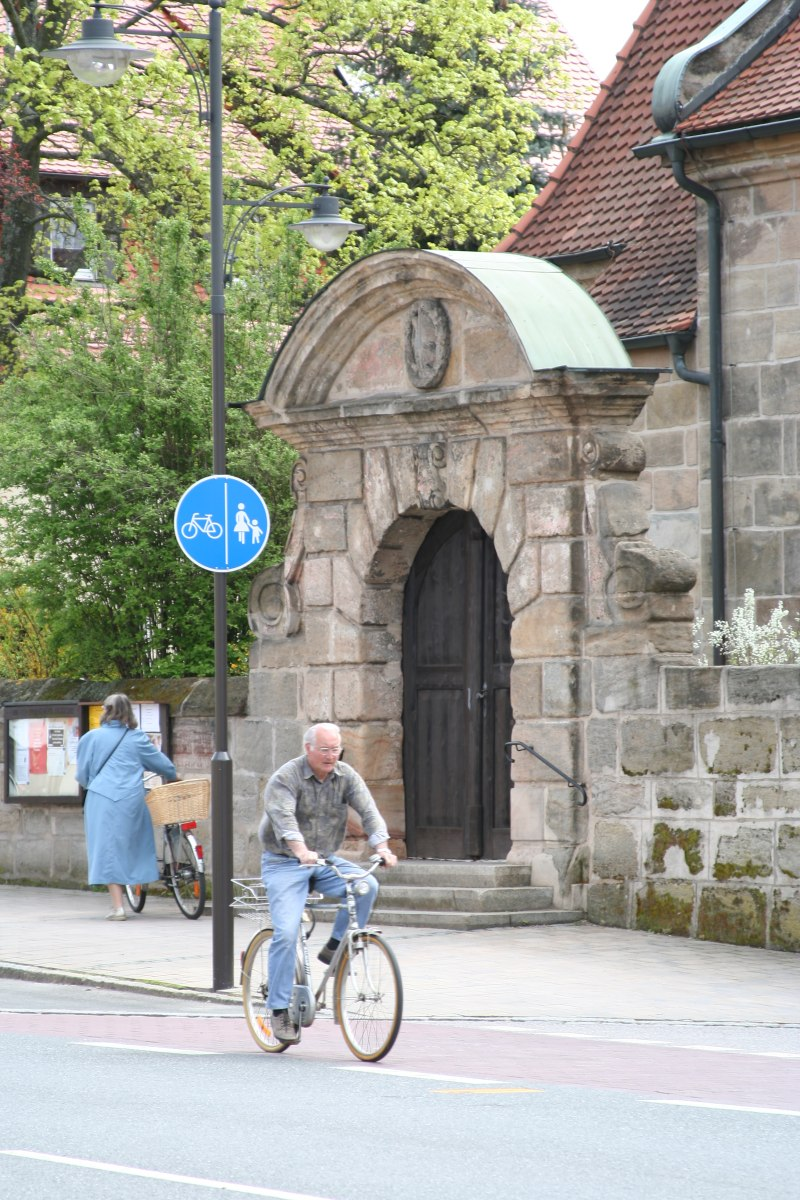
Kirchhofportal, davor ein Zweirichtungsradweg

### Museen
- Ehemaliges Heimatmuseum

Das Heimatmuseum Rückersdorf bestand bis Ende 2022 und war im alten Tucherschloss in einer großen Scheune mit Nebengebäude ⊙ untergebracht. Die Exponate wurden aus dem heimischen bäuerlichen, handwerklichen und hauswirtschaftlichen Bereich gesammelt. Besonders sehenswert waren eine Schmetterlingssammlung, die Schusterei und eine original eingerichtete Schmiede.

### Baudenkmäler
Rückersdorf kann eine in der Barockzeit grundlegend erneuerte, im Kern jedoch mittelalterliche steinsichtige Kirche in einer gleichfalls barocken Ummauerung aufweisen.
Der Herrenhof gehörte 1542–1750 zum Grundbesitz der Nürnberger Tucher und 1750–1820 der Haller von Hallerstein.

## Wirtschaft und Infrastruktur

### Verkehr
Im Gemeindegebiet befinden sich der Bahnhof Rückersdorf und der Haltepunkt Ludwigshöhe, die beide an der Bahnstrecke Nürnberg–Cheb liegen. Sie werden mindestens stündlich von Regionalbahnzügen Richtung Nürnberg und Neuhaus an der Pegnitz sowie Simmelsdorf bedient.
Durch die Gemeinde führt die Bundesstraße 14.
In das südlich benachbarte, links der Pegnitz gelegene Röthenbach an der Pegnitz gelangt man über eine Nebenstraßenbrücke der St 2405.
Durch Rückersdorf verläuft der Fränkische Marienweg.

### Medien
- Pegnitz-Zeitung (Nordbayerische Zeitung für Lauf Stadt und Land),[11] in Gemeinschaft mit den Nürnberger Nachrichten
- Nürnberger Zeitung (NZ – auch Nordbayerische Zeitung)
- Mitteilungsblatt Rückersdorf[12]
- Die Region im Blick

### Landwirtschaft
Am Ortsrand von Rückersdorf befindet sich eine Selbstpflück-Plantage, auf der je nach Saison Kulturheidelbeeren, Himbeeren, Erdbeeren und Johannisbeeren geerntet werden können.

## Persönlichkeiten

### In Rückersdorf geboren
- Heinrich Ranke (1830–1909), Hochschullehrer, Anthropologe, Pädiater
- Albert Büttner (1879–1949), Gastwirtssohn, Erfinder und Unternehmer, Erfinder des Schuko-Steckers
- Ernst Deuerlein (1918–1971), Professor für Geschichte und Kunstgeschichte an der Philosophisch-Theologischen Hochschule Dillingen, für Wirtschafts- und Sozialgeschichte an der WiSo-Fakultät der Friedrich-Alexander-Universität Erlangen-Nürnberg und für Neuere und Neueste Geschichte an der Ludwig-Maximilians-Universität München (LMU)

### In Rückersdorf sesshaft
- Philipp Friedrich Heinrich Ranke (1798–1876), evangelischer Theologe, Pfarrer in Rückersdorf von 1826 bis 1834
- Edgar Traugott (1912–1998), Chefredakteur der Nürnberger Zeitung von 1963 bis 1977[13]
- Oswald Hahn (1928–1999), Professor, von 1967 bis 1996 Inhaber des Lehrstuhls für Allgemeine, Bank- und Versicherungs-Betriebswirtschaftslehre an der WiSo-Fakultät Nürnberg, 1997 mit dem Verdienstkreuz am Bande des Verdienstordens der Bundesrepublik Deutschland ausgezeichnet
- Werner Pleyer (1931–2018), Altbürgermeister, 2006 mit dem Bundesverdienstkreuz am Bande des Verdienstordens der Bundesrepublik Deutschland ausgezeichnet
- Michael A. Roth (* 1935), Unternehmer, ehemaliger Präsident des 1. FC Nürnberg
- Günter Hessenauer (* 1940), Gymnasiallehrer, Autor und Kirchenvorstand
- Martin Driller (* 1970), Ex-Profi des 1. FC Nürnberg

## Literatur

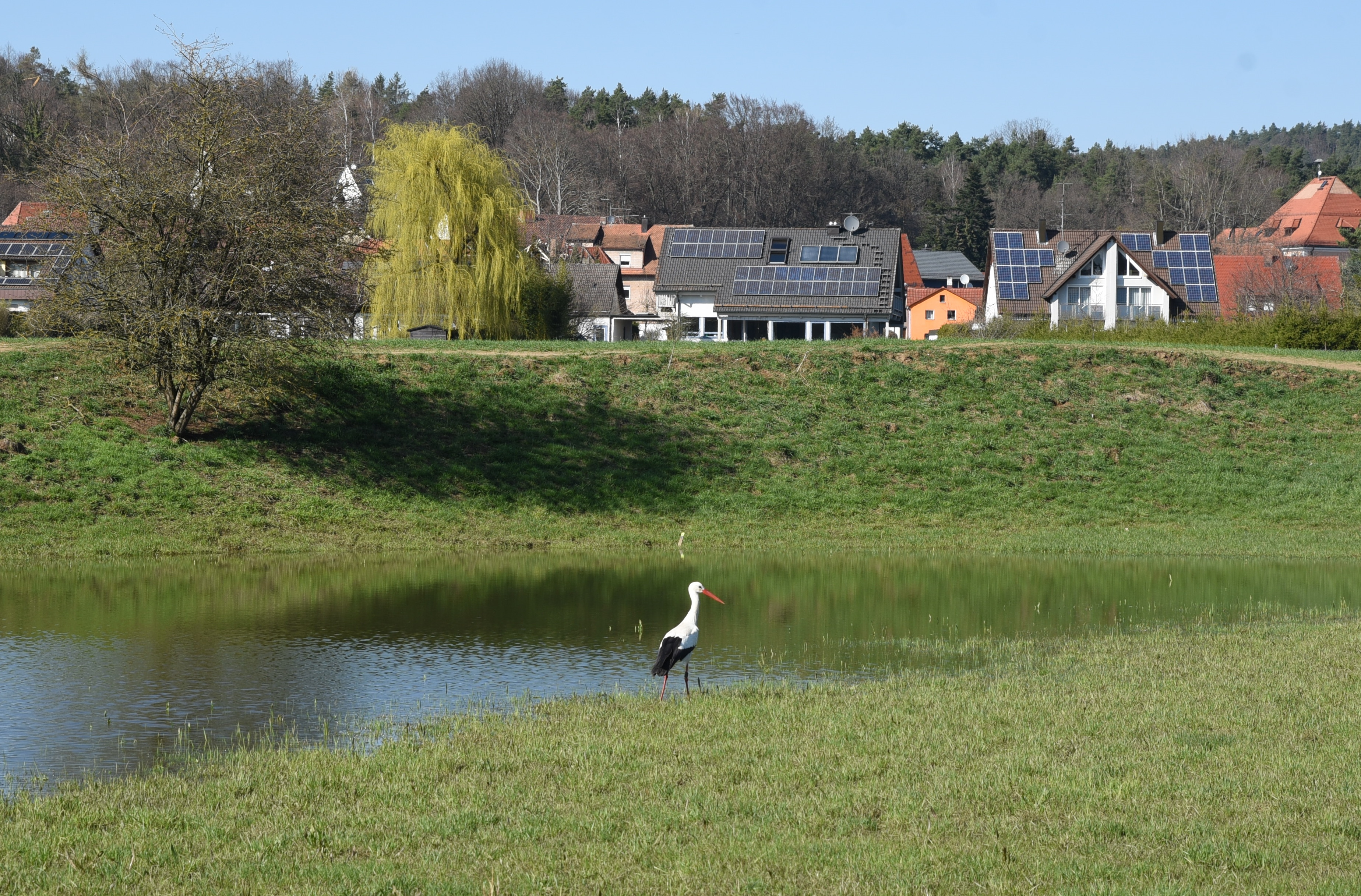
Storch in Rückersdorf nahe der Pegnitz